# Herentals Queens
Les Herentals Queens sont un club féminin de football zimbabwéen basé à Harare. C'est la section féminine du Herentals FC (en).

## Histoire
En 2022 et 2023, les Herentals Queens remportent le championnat du Zimbabwe devant les Black Rhinos. L'équipe termine même invaincue lors de la saison 2023. Elle décroche son premier billet pour la Ligue des champions du COSAFA.

## Palmarès
Championnat du Zimbabwe (3) :
- Champion en 2022, 2023 et 2024